# Cicloallilina
La cicloallilina è un composto chimico di formula {\displaystyle {\ce {C6H11NO3S}}}.

## Storia
La cicloannilina è stata isolata per la prima volta da Matikkala e Virtanen nella sua forma ridotta.

## Caratteristiche strutturali e fisiche
La cicloallilina è un composto organosolforico. La cicloalliina è molto più stabile e insapore rispetto agli altri composti organosulfurati derivati dall'aglio.
| N. di atomi pesanti                  | 11             |
| N. di atomi stereogenici             | 3              |
| N. di donatori di legami a idrogeno  | 2              |
| N. di accettori di legami a idrogeno | 5              |
| N. di legami ruotabili               | 1              |
| Massa monoisotopica                  | 177,04596439 u |
| Superficie polare                    | 85,6 Å²        |

## Abbondanza e disponibilità
Il composto è naturalmente presente in aglio e cipolla. Questo composto è presente a livelli più bassi nelle cipolle fresche, ma aumenta durante la cottura. Con il riscaldamento la S-propenil-cisteina solfossido, un amminoacido solforato, si trasforma in cicloallilina.

## Sintesi
Il composto viene generalmente estratto dall'aglio, ma può anche formarsi in condizioni alcaline durante la separazione cromatografica dei costituenti amminoacidici dall'aglio.

## Reattività e caratteristiche chimiche
Il composto rimane stabile durante lo stoccaggio e la lavorazione dei prodotti alimentari.

## Farmacologia e tossicologia

### Farmacocinetica
In uno studio clinico sui ratti si è osservato che, quando somministrata per via endovenosa a 50 mg/kg, la cicloalliina viene rapidamente eliminata dal sangue ed escreta nelle urine, con un recupero totale nelle urine del 97,8% ± 1,3% in 48 ore. Dopo somministrazione orale, la cicloalliina è apparsa rapidamente nel plasma, con un Tmax di 0,47 ± 0,03 ore a 25 mg/kg e 0,67 ± 0,14 ore a 50 mg/kg. La cicloalliina somministrata per via orale si distribuisce nel cuore, nei polmoni, nel fegato, nella milza e soprattutto nei reni. I valori di Cmax e AUC0-inf della cicloalliina a 50 mg/kg erano circa 5 volte quelli a 25 mg/kg.
Quando somministrata per via orale a 50 mg/kg, la cicloalliina viene escreta nelle urine (17,6% ± 4,2%) ma non nelle feci. Tuttavia, l'escrezione fecale totale dell'acido (3R,5S)-5-metil-1,4-tiazan-3-carbossilico è del 67,3% ± 5,9% (valore corretto per gli equivalenti di cicloalliina). Inoltre, l'acido (3R,5S)-5-metil-1,4-tiazan-3-carbossilico è stato rilevato nel plasma (<0,1 μg/mL) e quantità trascurabili (1,0% ± 0,3%) sono state escrete nelle urine.
Negli esperimenti in vitro, la cicloalliina è stata ridotta ad acido (3R,5S)-5-metil-1,4-tiazan-3-carbossilico durante l'incubazione anaerobica con il contenuto cecale dei ratti. Questi dati indicano che la bassa biodisponibilità (3,73% e 9,65% a 25 e 50 mg/kg, rispettivamente) della cicloalliina è dovuta principalmente alla sua riduzione ad acido (3R,5S)-5-metil-1,4-tiazan-3-carbossilico da parte della flora intestinale e anche alla scarsa assorbimento nel tratto gastrointestinale superiore.

### Farmacodinamica
È stato dimostrato che la cicloalliina favorisce la riduzione dell'attività della chinone reduttasi, che risulta elevata in diversi tumori in vitro. Inoltre, è stato riportato che la cicloalliina aumenta l'attività fibrinolitica del sangue negli esseri umani, riducendo anche l'aggregazione piastrinica.

### Effetti del composto e usi clinici
In uno studio clinico sui topi, quando integrata ai livelli dello 0,1% e 0,3% nella dieta aterogena, la cicloalliina ha ridotto la concentrazione di triacilglicerolo (TAG) nel siero di circa il 40% rispetto al controllo.
Anche il livello di esteri del colesterolo nel siero ha mostrato una tendenza alla diminuzione nei gruppi trattati con cicloalliina. I livelli lipidici epatici erano comparabili tra i gruppi, sebbene i contenuti di TAG e fosfolipidi fossero leggermente più elevati in entrambi i gruppi trattati con cicloalliina. La cicloalliina alimentare non ha avuto effetti significativi sulle attività enzimatiche epatiche responsabili della sintesi del TAG (fosfatidato fosfoidrolasi, enzima malico e glucosio-6-fosfato deidrogenasi (G6PDH)).
In conclusione, la cicloalliina alimentare ha un effetto di riduzione dei trigliceridi sierici senza influenzare la sintesi e il contenuto epatico di TAG nei ratti, suggerendo una possibile alterazione nei processi di assemblaggio e secrezione delle lipoproteine nel fegato. Ulteriori studi hanno dimostrato che la cicloallilina è responsabile della riduzione del rischio di cancro e malattie cardiovascolari.